# Deimyia villosa
Deimyia villosa är en tvåvingeart som beskrevs av Uwe Kallweit 2002. Deimyia villosa ingår i släktet Deimyia och familjen svampmyggor.
Artens utbredningsområde är Taiwan. Inga underarter finns listade i Catalogue of Life.